# Texta
Texta ist eine 1993 in Linz gegründete österreichische Hip-Hop-Band. 1998 wurde das bandeigene Label Tontraeger Records gegründet. Produziert wird in den von Hans Peter Falkner von Attwenger übernommenen Kerker Studios.

## Geschichte
Die Gruppierung entstand 1993 als Texta Crew im Umfeld des Linzer Kulturzentrums KAPU. Dort fand auch der erste Auftritt im Rahmen eines Hip-Hop-Jams am 8. Jänner 1994 statt. Gründungsmitglieder waren Philipp Kroll, Harald Renner, Klaus Laimer und Martin Schlager.
Erster Tonträger der Band war die 1995 auf dem Wiener Label Duck Squad erschienene Debüt-EP Geschmeidig. 1997 erschien das Album Gediegen via GECO Tonwaren, 1998 die Instrumentalversion des Albums unter dem Namen Geschwiegen via Craft Records.
Die erste Deutschland-Tour absolvierte die Gruppe gemeinsam mit Blumentopf und Total Chaos im September 1998, wobei sie auf dieser Tour das Posse-Projekt Kaleidoskop starteten. Im Dezember 1999 fand die „gegenueber-tour“ mit Dike, die L.P., Dejavue und On an On statt. Im Juli 1999 erschien ihre Schallplatte Fragestunde und in der Folge auch das zweite Album Gegenüber. 2001 waren sie als Alternative Act (der spätere FM4-Award) für den Amadeus Austrian Music Award nominiert. Mit dem dritten Studioalbum Blickwinkel konnte Texta 2002 sich erstmals in den österreichischen Albumcharts platzieren. Aus einer Kollaboration mit der rumänischen Gruppe Paraziții entstand im selben Jahr das Lied Linz-Bukarest. Das vierte Album So oder so kam 2004 auf den Markt. Der sich darauf befindende Track Alt, der mit Blumentopf aufgenommen wurde, erschien als Singleauskopplung. Im Jahr 2005 gab es eine erneute Zusammenarbeit im Rahmen des Projektes Kaleidoskop.
Unter dem Pseudonym Die Unsichtbaren entstand 2006 ein Konzeptalbum namens Schwarze Erde. Auf ihrem eigenen Plattenlabel Tonträger Records produzieren sie seit einigen Jahren lokale Hip-Hop-Newcomer, wie das Rap-Duo Rückgrat, Kayo & Phekt oder auch die Nachfolger von Brotlose Kunst und das Collabo-Projekt Markante Handlungen. Ende 2008 steuerte Texta mit Ned deppat den Soundtrack zum Film Echte Wiener – Die Sackbauer-Saga bei. Dieser stieg im Jänner 2009 in die österreichischen Singlecharts ein.
Am 30. und 31. Jänner 2009 war Texta zusammen mit Blumentopf, Total Chaos und der Bigband SK Invitational anlässlich ihres 16-jährigen Bandjubiläums „Sweet 16“ auf den Bühnen des Linzer Posthofes und des Wiener Gasometers zu sehen. Ein Live-Mitschnitt dieser Konzerte wurde im Herbst darauf als Album veröffentlicht. Im selben Jahr gewannen sie bei der Amadeus-Verleihung 2009 in der Kategorie HipHop/R’n’B. Ab 2009 konzentrierten sich einige Mitglieder von Texta auf ihre Solokarrieren. So veröffentlichte Skero sein Soloalbum Memoiren eines Riesen (und die Single Kabinenparty) und Huckey die EP Ganz schön hässlich mit Average. Ebenso brachte Flip sein Album Umberto Ghetto Ende Mai 2010 heraus.
Im Mai 2011 erschien das neue Studioalbum Grotesk. 2013 trennte sich Skero von der Gruppe, um sich vermehrt eigenen Projekten in Wien zu widmen.
Im Februar 2015 veröffentlichte Texta gemeinsam mit Blumentopf unter dem Gruppennamen TNT das gemeinsame Album #hmlr und im April 2016 mit Nichts dagegen, aber das elfte Album der Bandgeschichte.
Am 1. Mai 2018 starb Gründungsmitglied Harald Huckey Renner im Alter von 51 Jahren infolge einer Krebserkrankung.
2024 fanden zum 30-jährigen Jubiläum Konzerte in Wien und Linz statt.

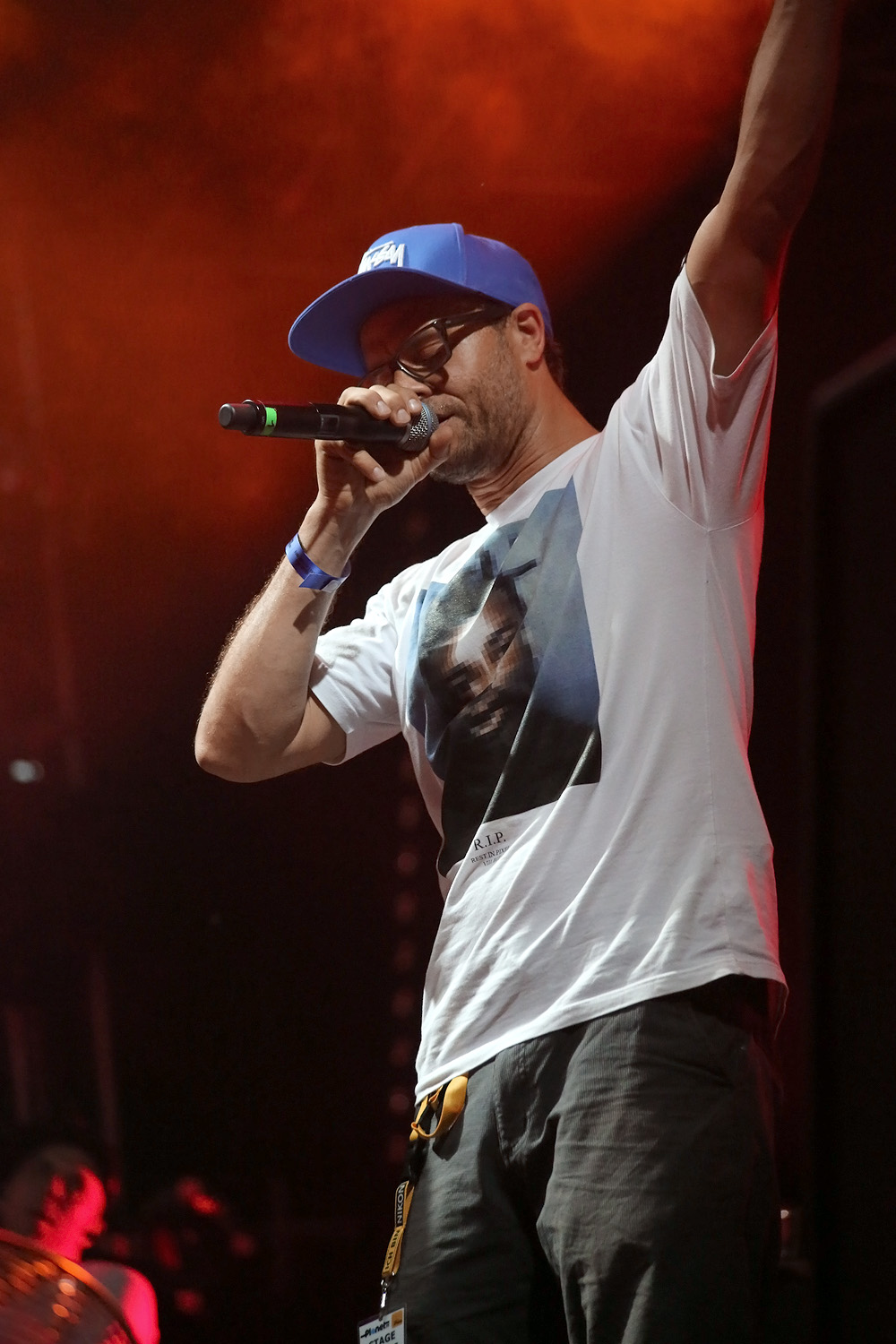
Flip (2013)
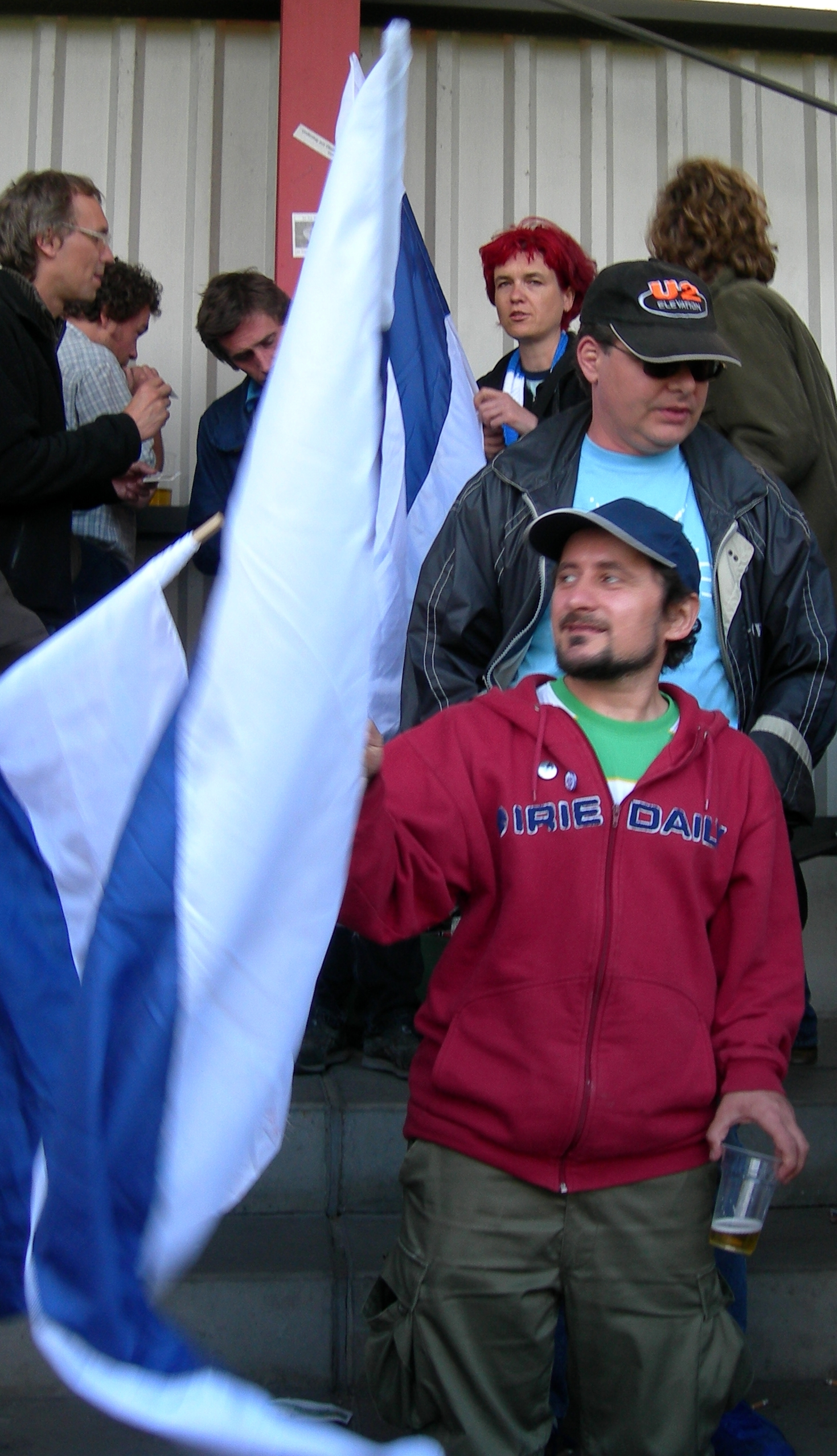
Huckey (2006)
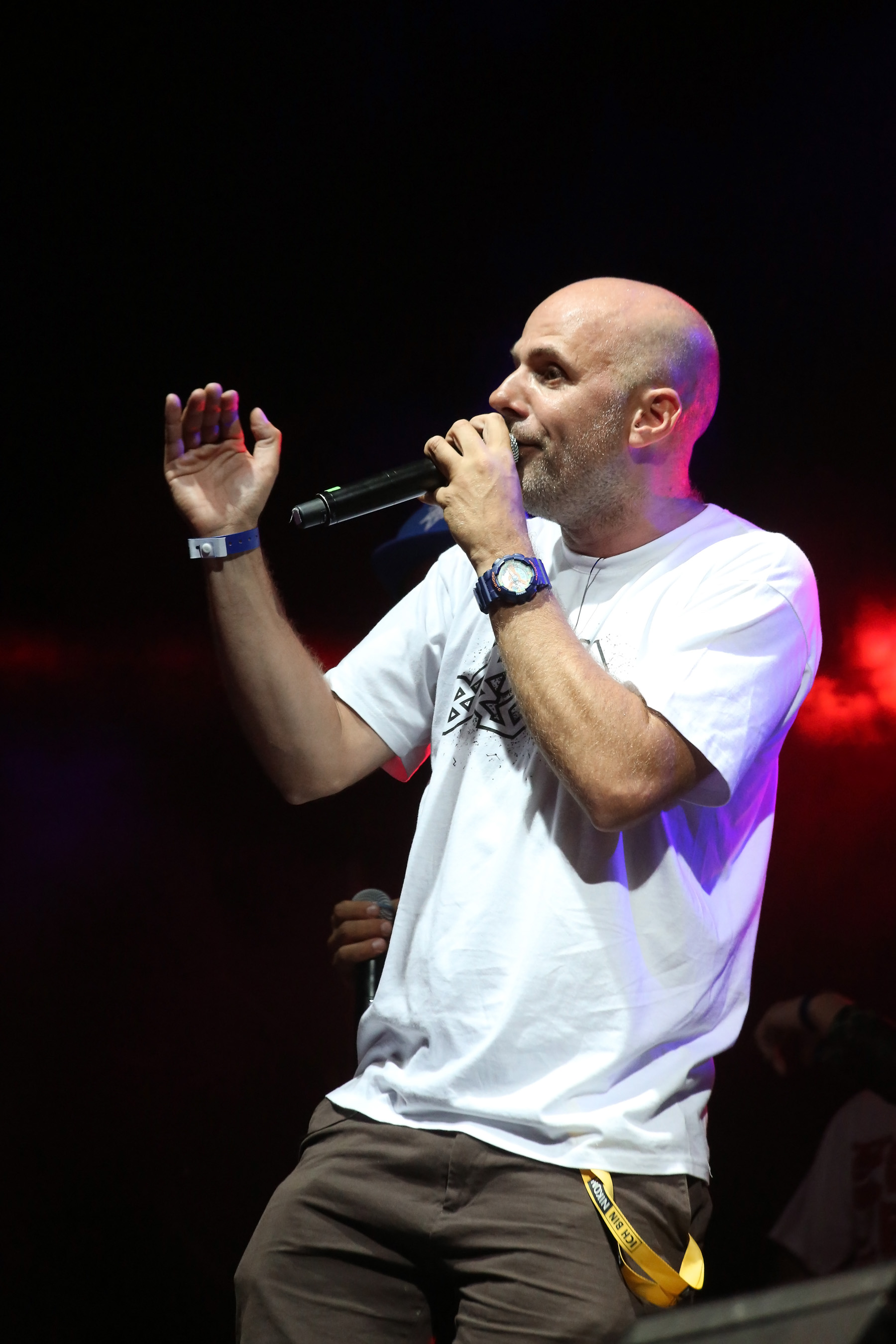
Laima (2013)
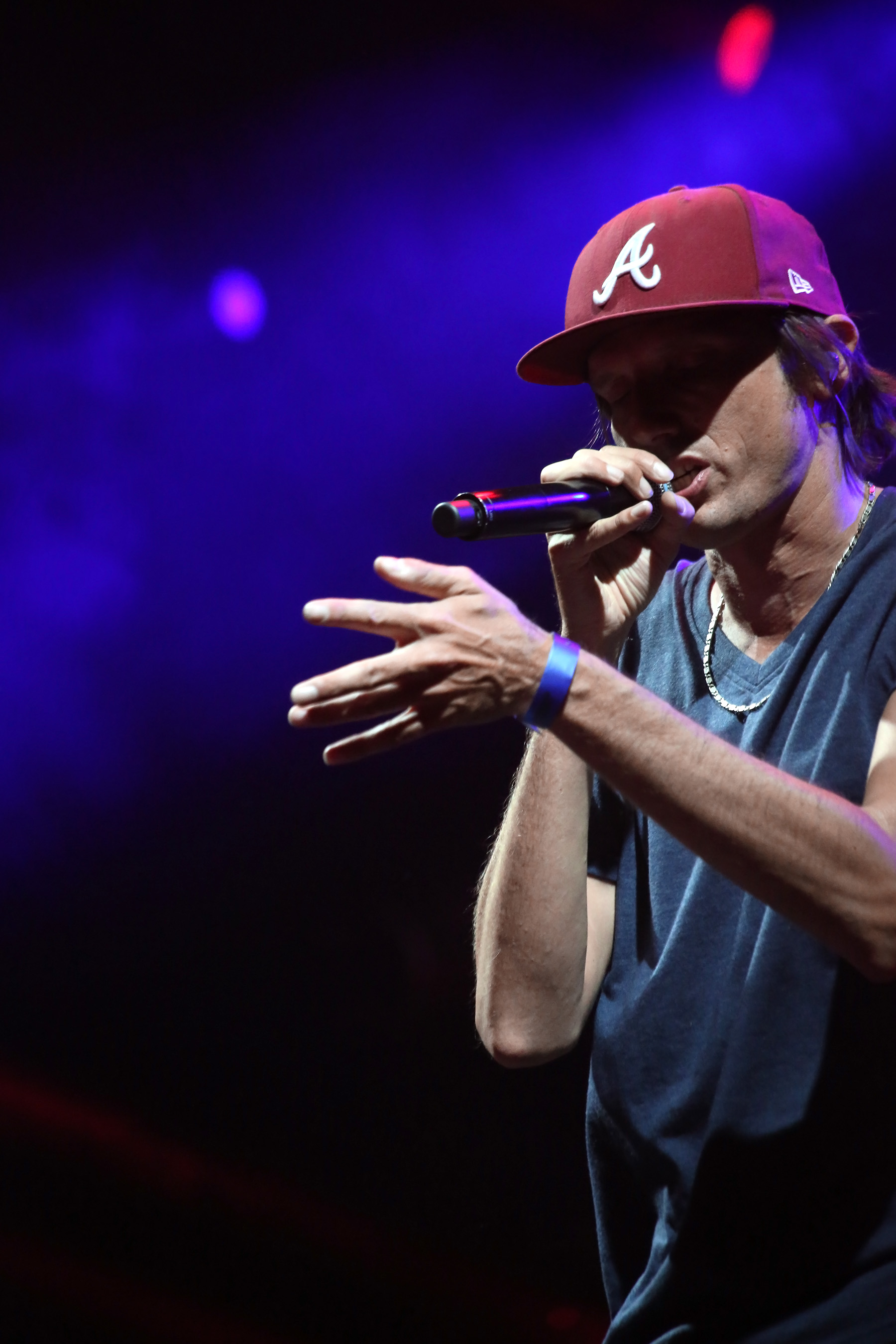
Skero (2013)

## Diskografie

### Alben
- 1995: Geschmeidig (EP) (Duck Squad Platten)
- 1997: Gediegen (Geco Tonwaren)
- 1998: Geschwiegen (Craft Records)
- 1999: Gegenüber (Tontraeger Records)
- 2002: Blickwinkel (Tontraeger Records)
- 2004: So oder so (Geco Tonwaren)
- 2007: Paroli (Tontraeger Records)
- 2009: Sweet 16 Texta Live (Livealbum) (Tontraeger Records)
- 2011: Grotesk (Tontraeger Records)
- 2013: Max ’N’ Morizz (Tontraeger Records)
- 2015: Welcome to Astoria (Tontraeger Records)
- 2016: Nichts dagegen, aber (Tontraeger Records)
- 2021: Mehr oder Weniger (Tontraeger Records)

### Singles
- 1996: Sei lieb zu mir / Da Raw Shit (Duck Squad Platten)
- 1999: Fragestunde (Tontraeger Records)
- 2001: Sprachbarrieren (Tontraeger Records)
- 2001: Verstanden (Tontraeger Records)
- 2002: Wer? (Tontraeger Records)
- 2004: So oder so / Hedi wari (Tontraeger Records)
- 2004: Alt (Feat. Blumentopf) (Tontraeger Records)
- 2007 (So schnö kaust gor net) schaun! (Feat. Attwenger) (Tontraeger Records)
- 2007: So könnts gehen (Tontraeger Records)
- 2024: Göd liegt auf da Strossn (Tontraeger Records)
- 2025: Nur a Numma (Tontraeger Records)

### Weitere Veröffentlichungen
- 2001: Kaleidoskop (EP, mit Blumentopf und Total Chaos)
- 2002: Linz-Bucuresti (Feat. Parazitii)
- 2006: Schwarze Erde (als Mitglieder von Die Unsichtbaren)
- 2006: Contra-cronometru (Feat. Cheloo)
- 2013: XX – 20 Tracks aus 20 Jahren (Tontraeger Records)
- 2015: #HMLR (Kollaboalbum mit Blumentopf)